# Fai della Paganella
Fai della Paganella (Fai in dialetto trentino) è un comune italiano di 947 abitanti della provincia autonoma di Trento in Trentino-Alto Adige.
Gli impianti di risalita alla Paganella ne fanno un'importante località turistica invernale. Fino al 1955 esisteva la funivia Zambana Vecchia-Fai della Paganella che metteva in collegamento la valle dell'Adige con l'altipiano.

## Storia
La località è attestata per la prima volta nel 1177-1184 quale "Vai" in un documento dei conti di Appiano a favore della Collegiata agostiniana di San Michele all'Adige.

### Simboli
Lo stemma e il gonfalone del comune di Fai della Paganella sono stati adottati con delibera del consiglio comunale n. 94 del 19 dicembre 1984 e approvati con 

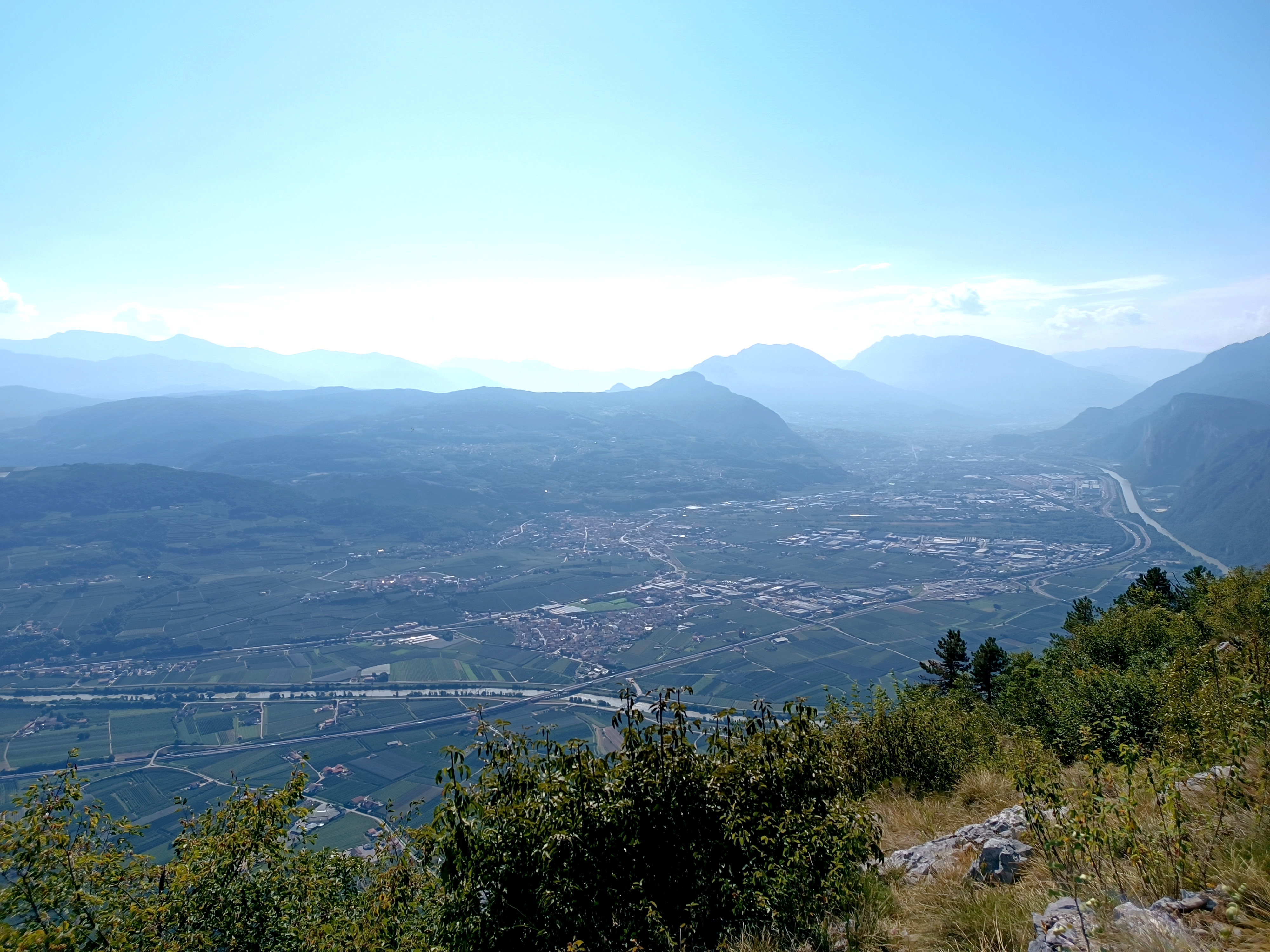
Valle dell'Adige da Fai della Paganella

D.G.P. n. 1269 dell'8 marzo 1985.
Stemma
(Statuto comunale, art. 1, c. 2)
Gonfalone
(Statuto comunale, art. 1, c. 2)

## Monumenti e luoghi d'interesse

### Architetture religiose

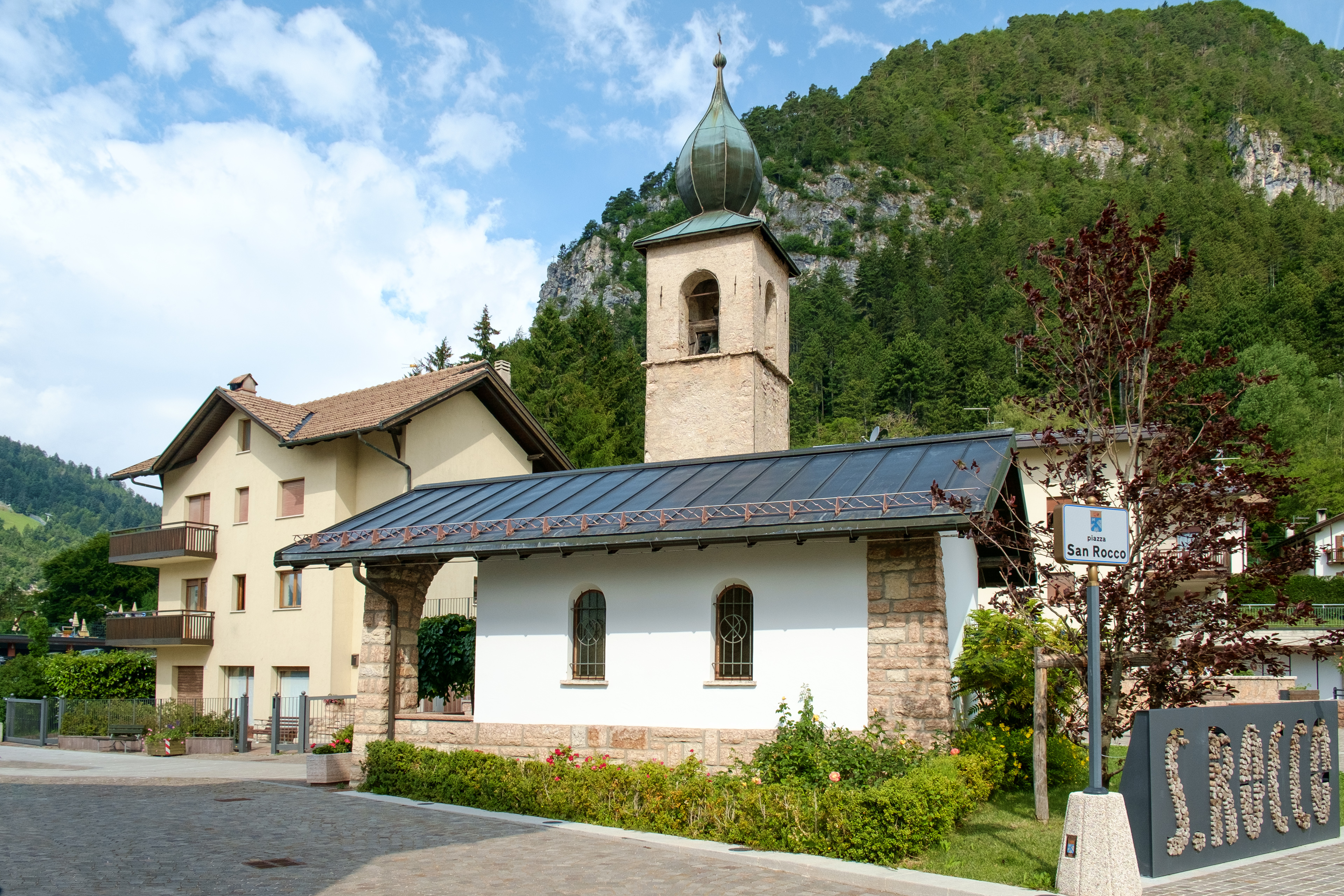
Piazza San Rocco

- Chiesa di San Nicolò

## Società

### Evoluzione demografica
Abitanti censiti

## Amministrazione
| Periodo           | Periodo           | Primo cittadino      | Partito      | Carica  | Note  |
| ----------------- | ----------------- | -------------------- | ------------ | ------- | ----- |
| 9 maggio 2005     | 15 maggio 2010    | Mauro Cipriano       | lista civica | sindaco | [ 9 ] |
| 16 maggio 2010    | 9 maggio 2015     | Gabriele Tonidandel  | lista civica | sindaco | [ 9 ] |
| 10 maggio 2015    | 21 settembre 2020 | Gabriele Tonidandel  | lista civica | sindaco | [ 9 ] |
| 22 settembre 2020 | in carica         | Mariavittoria Mottes | lista civica | sindaco | [ 9 ] |

## Sport
Il Real Paganella calcio a 5 maschile, che rappresenta anche il comune di Andalo, milita nel campionato regionale di Serie C1 Trentino Alto Adige.
Il Real Paganella ha anche una squadra femminile sempre di calcio a 5.